# Pierre-Victor de Besenval de Brünstatt
Pierre Victor, baron de Besenval de Brünstatt, né à Soleure (Suisse) le 14 octobre 1721 et mort à Paris le 2 juin 1791, est un écrivain, courtisan et militaire d'origine suisse au service de la France.

## Biographie

### Carrière militaire
Pierre Victor de Besenval de Brünstatt est le fils de Jean Victor de Besenval de Brünstatt, colonel au régiment des Gardes suisses, issu d'une famille originaire de Torgnon (Vallée d'Aoste) qui s'était socialement élevée au service de Louis XIV et avait reçu de l'empereur Léopold Ier un titre de baron du Saint-Empire, et de Catherine Biélinska (Katarzyna Bielińska), fille de Kazimierz Ludwik Bieliński (en) et sœur de François Bieliński (en), tous deux maréchaux de la Couronne en Pologne sous le règne de Stanislas Leszczyński, où son père avait été ambassadeur de France. Mme de Besenval devient du jour au lendemain un personnage important à la cour de France lorsque Louis XV épouse Marie Leszczyńska, sa cousine. La terre de Brunstatt en Alsace est alors érigée en baronnie française.
À dix ans, Pierre Victor de Besenval de Brünstatt entre comme cadet au régiment des Gardes Suisses dont son père est devenu colonel. Il sert avec distinction dans l'armée du Rhin au cours des campagnes de 1734 et 1735 et il est nommé capitaine en 1738 puis brigadier en 1747. Aide de camp du duc d'Orléans en 1757, il est nommé maréchal de camp en 1758, au début de la guerre de Sept Ans. Il se distingue à la bataille de Clostercamp.
Malgré sa grâce et son élégance, il n'hésite pas à payer de sa personne et à monter le premier à l'assaut, insouciant du danger et galvanisant ses hommes par son courage. Toute sa vie, il gardera la nostalgie des champs de bataille.
Grâce à la protection de son ami, le duc de Choiseul, il est nommé inspecteur général des Suisses et Grisons, tâche dont il s'acquitte avec conscience. Il s'efforce de rendre à ce corps son prestige, affaibli par les deux longues guerres que la France vient de traverser et qui ont éprouvé l'infanterie suisse. Menant ses réformes tambour battant, il parvient à rétablir la situation en peu de temps. Si Louis XV, passant les troupes en revue, s'abstient de noter le progrès réalisé, Choiseul décide que, chaque année, un des régiments suisses aura l'honneur de défiler devant la cour.
Lorsque Choiseul est renvoyé en 1770, Besenval se démet de sa charge et fait désormais partie des visiteurs réguliers de Chanteloup, où le ministre s'est exilé. En 1767, il achète l'hôtel Chanac de Pompadour (actuelle ambassade de Suisse), rue de Grenelle, où il fait faire d'importantes transformations pour y loger sa collection de tableaux. En 1782 il fait construire en sous-sol par Brongniart une somptueuse mais glaciale salle de bains en marbre, ornée de reliefs de Clodion, qui fait se récrier tout Paris et dont on assure qu'elle ne servit qu'une seule fois. Les bas-reliefs ont été déplacés dans le courant du XXe siècle et sont aujourd'hui exposés au Louvre, en situation dans une pièce.
Besenval est également écrivain. Il compose plusieurs romans – dont Les Amants soldats et Spleen –, des contes, quelques pièces de vers, et des mémoires qui restent un précieux témoignage sur la cour de France. Il est membre honoraire de l'Académie de peinture, dessine très bien et illustre avec humour le recueil des Mémoires de l'Académie de Drevenich, sorte d'académie joyeuse, érotique et littéraire dont il est l'un des fondateurs en 1760.
Il accumule les maîtresses et sa réputation de galanterie rehausse son prestige lorsqu'il devient l'amant de Gabrielle de Polignac ou de l'actrice Mademoiselle Clairon. Peu fait pour la vie conjugale, il ne se marie pas et laisse sa sœur, Elisabeth Catherine de Besenval (1718-1777), épouse de Charles Guillaume Louis, marquis de  Broglie (1716-1786) tenir sa maison. 
Son grand amour fut Louise-Anne-Madeleine de Vernon de Beauval (1729-1778), fille d'un créole de Saint-Domingue. Elle était l'épouse de son ami le marquis de Ségur (futur maréchal de France) qui ferma les yeux sur leur liaison. Le deuxième fils de Louise-Anne, le vicomte Joseph-Alexandre de Ségur (1756-1805), était, de notoriété publique, le fils de Besenval, auquel il ressemblait beaucoup. Besenval lui légua ses biens.

### La «Société de la Reine»

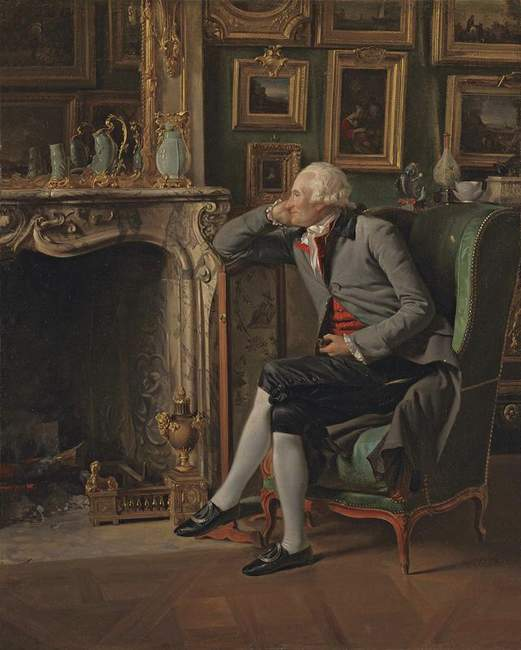
Le baron de Besenval dans son salon de compagnie, par Henri-Pierre Danloux, 1791, huile sur toile, 46,5 × 37 cm, Londres, National Gallery.

Après la mort de Louis XV et l'avènement de Louis XVI en 1774, la position de Besenval s'affermit à la cour. Marie-Antoinette en fait l'un de ses commensaux favoris. Le baron de Besenval n'est alors plus un jeune homme : il a cinquante ans passés, mais son regard vif, son visage plein et l'aisance de ses manières le laissent croire plus jeune qu'il ne l'est. C'est un homme robuste et il tient de sa mère ce charme slave qui lui donne toute sa séduction. Ses contemporains le qualifient de « gai, quelque esprit, un corps à toute épreuve ». Un franc appétit des jouissances de la vie, l'habitude de prendre les choses du bon côté sont autant de qualités qui lui permettent d'être admis dans le cercle privé de la « Société de la Reine ».
« Sa mine franche et belle, dit le prince de Ligne, lui faisait risquer des insolences qui lui allaient à merveille. » Elles ne pouvaient que plaire à Marie-Antoinette, elle-même portée sur l'irrévérence. Mise en confiance, la reine alla jusqu'à lui confier certaine particularité physique qui conduisait le roi à la négliger. Besenval ne put s'empêcher d'être indiscret et, bientôt, une chanson irrévérencieuse courut Paris :
La reine dit imprudemment
À Besenval son confident :
Le roi est un pauvre sire.
L'autre répond d'un ton léger :
Chacun le pense sans le dire
Et vous le dites sans y penser.
Habile à faire parler la souveraine, Besenval cherche à lui tirer des secrets, comme en novembre 1775 le nom du nouveau ministre de la Guerre. Lui-même se flatte d'une grande influence, en particulier sur les nominations, notamment ministérielles : peut-être pour ramener Choiseul, disgracié par Louis XV alors que Marie-Antoinette était encore dauphine ? On ne peut en être persuadé, mais cela est possible, car Choiseul, son ami, avait influé en faveur de sa nomination comme inspecteur général des régiments suisses.
Ses contemporains racontent qu'il encourageait la reine dans son penchant pour l'irrévérence vis-à-vis du roi. Une anecdote significative en témoigne : lorsque le roi s'aventurait dans le cercle de son épouse, il faisait figure de gêneur. Comme il avait l'habitude de se retirer ponctuellement à dix heures du soir, il arrivait que l'on avance furtivement la pendule. Le succès obtenu, le cercle intime reprenait toute sa gaieté.
Mais la faveur de Besenval ne tarda pas à décliner, sans doute à cause d'un épisode raconté par Jeanne Campan dans ses Mémoires : Besenval ayant été prié par la reine dans ses petits appartements crut à une avance déguisée et tomba aux pieds de la souveraine. Celle-ci lui dit d'un ton glacial : « Levez-vous, Monsieur, le roi ignorera un tort qui vous ferait disgracier pour toujours. » Après cet épisode, Marie-Antoinette prit ses distances, même si Besenval continua de figurer dans son cercle.
Il n'en reste pas moins que le baron de Besenval demeure un témoin de son époque, notamment grâce à ses Mémoires, de la vie de cour sous Louis XVI. Quand Marie-Antoinette s'éloigna de Gabrielle de Polignac, quelques années avant la Révolution, Besenval rapporta que « la reine [la] comblait toujours, mais ne lui disait plus cependant que les choses faites, sans la consulter sur celles qui étaient à faire ».
De sa position privilégiée, Besenval assista à l'agonie de l'Ancien Régime. Bien qu'ami des lettres, il détestait les Lumières ; il s'oppose à Beaumarchais lorsque celui-ci chercha à obtenir l'autorisation du roi pour faire représenter Le Mariage de Figaro.

### La fin de la monarchie

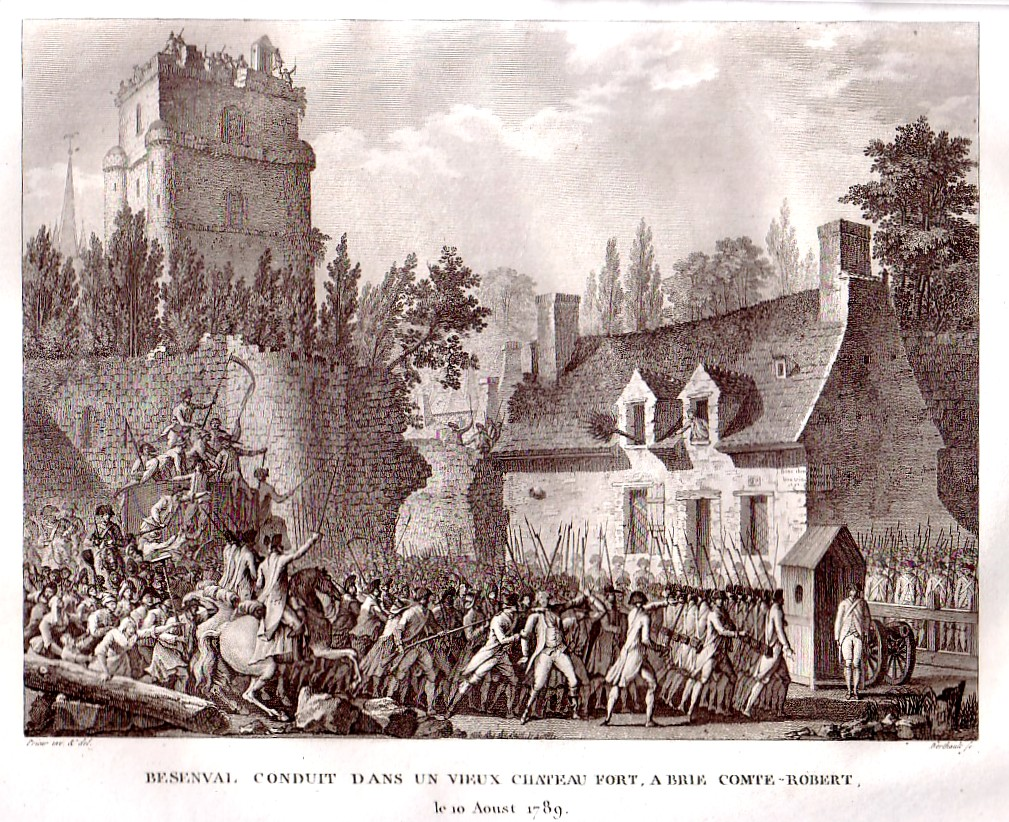
Besenval conduit au château de Brie-Comte-Robert pour y être emprisonné le 10 août 1789.

En 1789, Besenval est le commandant militaire de l'Île-de-France, des provinces limitrophes et de la garnison de Paris, tandis que les Gardes françaises, régiment cantonné au plus proche de la capitale, est commandé par le duc du Châtelet, courtisan impopulaire et peu apprécié de ses troupes. En mai 1789, Besenval rétablit fermement l'ordre au faubourg Saint-Antoine. Malgré ses instances, le gouvernement refuse de renforcer la garnison de Paris, ce qui permettra le 12 juillet le pillage des Invalides, favorisé encore par la complicité des soldats de l'hôtel. Il commet ensuite l'erreur de suivre l'ordre du maréchal de Broglie lorsque, ulcéré par la passivité du gouvernement, il décide de retirer les troupes de Paris, ce qui incite la population à marcher sur la Bastille. Les émeutiers, qui voient en lui l'âme de la réaction, réclament sa tête.
Avec l'autorisation de Louis XVI, Besenval quitte Paris mais, reconnu près de Provins, il est arrêté, puis, sauvé du lynchage grâce à l'intervention de Jacques Necker, emprisonné longuement au château de Brie-Comte-Robert et enfin déféré devant le Châtelet pour crime de lèse-nation. On l'accuse d'avoir voulu assiéger Paris et fomenté l'incendie de la ville et le massacre de ses habitants. Grâce à la plaidoirie de De Sèze, ces accusations sont réduites à néant et Besenval obtient son acquittement. Mais sa santé s'est altérée avec l'emprisonnement. Un médecin charlatan lui prescrit un régime de truffes, de pâtés et de jambon qui achève de le tuer. Il meurt le 2 juin 1791.

## Œuvres
- Le vicomte de Ségur, son fils adultérin, a publié les Mémoires de Besenval en 4 volumes in-8 (1805-1807) ; mais cette publication, pleine d'anecdotes scandaleuses, a été désavouée par sa famille.